# Pánsíp

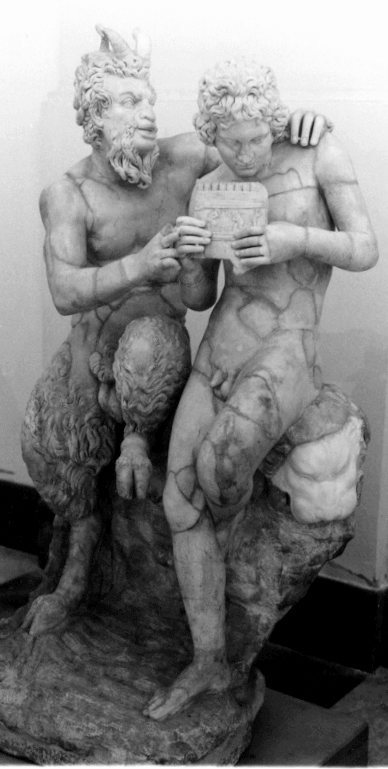
Pán pánsípra tanítja Daphniszt, hellenisztikus szobor római másolata

A pánsíp több összeillesztett ajaksípos hangkeltő eszközből álló fúvós hangszer. Ősi eredetű zeneszerszám, neve Pánra, a görög mitológia egyik istenére utal. Változatai napjainkban Dél-Amerikában, Romániában, Észak-Olaszországban népi hangszerként használatosak, de megtalálhatóak sokfelé Afrikában, Ázsiában és Óceániában is.

## Felépítése
A pánsípok a világ különféle tájain sokféle anyagból – üreges csontokból, terrakottából, kőből, nádszálakból, bürökből, kifúrt fából stb. – készülhetnek többféle formában, felépítéssel. Közös bennük az, hogy különböző hangmagasságokra hangolt hangkeltő eszközök, sípok sorba rendezésével, összeépítésével (akár egy anyagtömbben különböző méretű furatok sorozataként) állíthatóak elő. E hangkeltő eszközök legtöbbször egyik végükön zárt csövek, melyek egyszerű ajaksípos hangszerként szólaltathatóak meg. A hasonló módon, peremre fúvással megszólaltatott fuvolaféléktől eltérően viszont a dallamot itt nem hanglyukak vagy átfúvás révén lehet előállítani, hanem úgy, hogy a zenész a hangot keltő, ajkai között megformált légáramot mindig más-más, a szükséges hangra hangolt cső nyitott szájára irányítja. Ennek megkönnyítésére a pánsíp csöveinek felső, nyitott végei egy szintben vannak, egyenes vonalat vagy néha enyhe ívet alkotnak. A hosszabb csövek mélyebb, a rövidebbek magasabb hangot adnak ki, ez eredményezi a pánsípok jellemző kontúrját. A pánsíp egyik végükön zárt csövei az azonos hosszúságú nyitott fuvolákhoz képest nagyjából egy oktávval mélyebb hangot adnak.

## Megszólaltatása

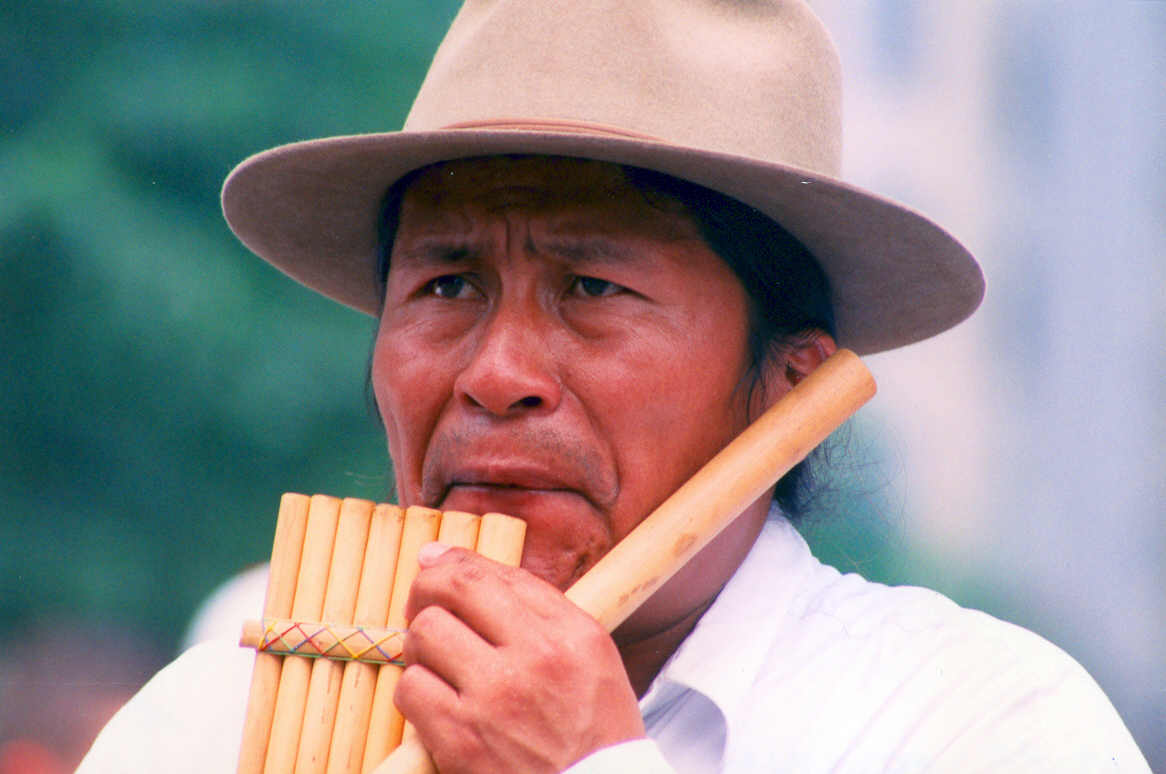
A pánsíp megszólaltatása (dél-amerikai siku)

A pánsípokat a zenész úgy szólaltatja meg, hogy a hangszert függőlegesen tartva alsó ajkát a hangszer megfelelő sípjának pereméhez illeszti, majd ajkai között levegősugarat irányít a síp nyílására. A pánsíp csövei ajaksípként működnek: a levegősugár a cső szájának távolabbi pereméhez ütközve peremhangos hangkeltéssel gerjeszti a síp testében lévő levegőoszlopot. A pánsípnak vannak olyan változatai is, amelyek nem ezen a módon, egyszerű peremre fúvással szólalnak meg, hanem a csövek peremére kanyarított szélhasító rovátka segíti a hangkeltést, vagy akár a furulyához hasonló felépítésű fúvókákkal rendelkeznek. Ezekben az esetekben a hangszer játék közbeni helyzete nem függőleges, hanem a befúvás irányához közeli.
Az egyik végén zárt cső levegőoszlopában a megszólaló alaphang negyedhulláma, illetve annak páratlan számú többszöröse jöhet létre állóhullámként. Az ilyen csövek felhangsora tehát hiányos, az alaphang után nem az oktáv, hanem rögtön a duodecima (oktáv + kvint) következik stb. Az oktávátfúvás emiatt nem lehetséges, a pánsípot mindig alaphangján szólaltatják meg. A frekvencia fordítottan arányos a cső hosszúságával, a hangszer behangolása is ennek megfelelően úgy történhet, hogy a csőbe viaszt csepegtetnek vagy magvakat potyogtatnak, ami felfelé módosítja az adott síp hangmagasságát.
Egyik végén zárt, hengeres furatú síp esetén az f alapfrekvencia és az l hosszúság összefüggése c hangsebességnél elméletben:
{\displaystyle f={\frac {c}{4l}}}
A valóságban a frekvencia hallhatóan alacsonyabb lesz az ilyen módon kiszámítottnál. Ennek egyik oka az, hogy a csövekben kialakuló állóhullámoknak a cső nyitott végén való visszaverődésének helye nem esik egybe pontosan a cső peremének síkjával, annál kissé kijjebb van. A másik, hogy a cső megfúvása során a zenész ajkaival szükségszerűen némileg beszűkíti a síp nyílását, ezzel mélyebbre hangolja rezonanciáját. Ez utóbbi jelenség felhasználásával – a síp nyílásának szándékos fedettebbé tételével – lehet a pánsíp hangjait lefelé módosítani, diatonikus pánsípon kromatikus hangokat létrehozni.

## Története, változatai
A pánsíp az egyik legegyszerűbb felépítésű, legkönnyebben előállítható fúvós hangszer. Egyszerűsége miatt egymástól függetlenül több helyen, különböző időkben is megszülethetett, elterjedhetett. A legkézenfekvőbb pánsíp-alapanyagok, a növényi szárak nem tartósak, emiatt az ásatásokból előkerült legrégebbi fennmaradt pánsípok főleg üreges madárcsontokból, kőből, terrakottából készült hangszerek.

### Ókori Kína
Az ókori Kínában pai-hsziao (paixiao) volt a neve egy pánsípféleségnek. Az ásatások során előkerült legrégebbi példányai több, mint 3000 évesek, a Sang-dinasztia (Shang-dinasztia) és a Csou-dinasztia (Zhou-dinasztia) közötti időszakban készülhettek; 13 festett, hangmagasság szerint sorba rendezett bambuszcsőből állnak. Valószínűleg nem zenei célokat szolgált, a hangmagasságok, skálák szabványosítása lehetett a feladata.
„Pan, amikor Syrinxet vélte ölelni, 

teste helyett a folyó nádját szoritotta kezével; 

és hogy amint sóhajt, nádak közt szállva a szellő 

mint váltotta szavát szellő-susogásu panasszá; 

és hogy ez édes hang, hogy ez új lelemény megigézte 

Pant, s "Ez az egyesülés kettőnk közt megmarad!" így szólt; 

és hogy egyenlőtlen nádszálakat összekötözve 

lágy viaszával, a lányka nevét vele őrzi örökre.”
Ovidius: Átváltozások, részlet

### Hellasz és Róma
A görög mitológiában Szürinxet, az erényességéről ismert árkádiai vízi nimfát Pán, a pásztorok kecskeszarvú, kecskelábú és -farkú istene üldözte szerelmével. Egy folyóhoz érve Szürinx nővéreitől, a naiaszoktól kért védelmet, akik nádszálakká változtatták őt, hogy elrejtsék. Mikor Pán odaérkezett, a nádak panaszos hangokat adtak ki csalódott sóhajtásától. Pán erre levágta a nádszálakat, méhviasszal egymáshoz ragasztotta őket, megalkotta az első pánsípot, amit szürinxnek (σύριγξ) neveztek.
A szürinxet az ókori görög források kb. kr. e. 400-tól pásztorhangszerként említik, az ábrázolásokon általában hét – néha nyolc-kilenc – csőből áll, anyaga nád vagy egyéb üreges növényi szár, leginkább szatírok, szilének, szirének kezében látható. Platón az Állam című dialógusában e szavakat adja Szókratész szájába, mikor az ideális társadalomban kívánatos hangszereket veszi sorra: „Megmarad neked a líra és a kithara, lévén hasznosak államunkban; és a mezőn a pásztoroknál a szürinx.”
Az ókori római szerzőknél a pánsíp neve fistula, illetve építési anyagától függően tenui arundine, harundo, calamo vagy cicuta néven említik.

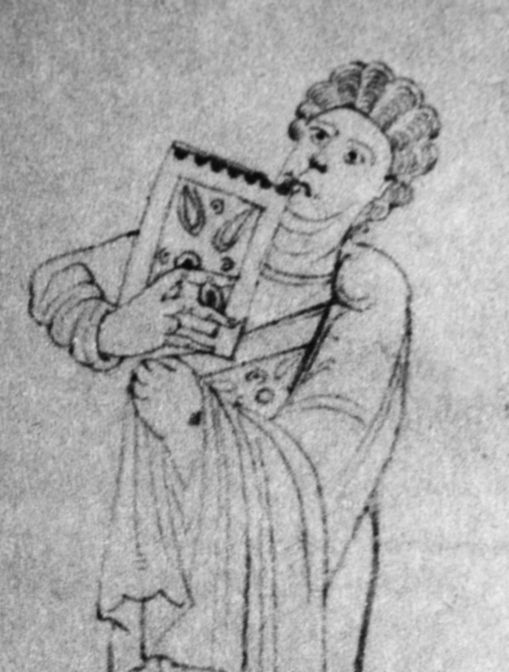
Középkori pánsíp ábrázolása a Saint-Germain-des-Près-i kéziratból, részlet

### Középkor
A pánsíp középkori latin neve fistula panis, francia területen frestel, fretiau. A középkori szobrokon a pánsíp monoxilitikus, egy darab fából faragott változata a leggyakoribb, néhány ilyen hangszer ásatásokból is előkerült. Az 1070 körül keletkezett Saint-Germain-des-Près-i kézirat is ilyen pánsíp ábrázolását tartalmazza. A pánsíp a Reneszánsz korában már kikerült a műzenei használatból, de népi hangszerként szinte napjainkig tovább él pl. Provence-ban fresteu, a Pireneusokban fioulet, Észak-Itáliában firlinfeu néven.

### A román pánsíp
Havasalföld területén a 16. század elejéről származik a legkorábbi írásos feljegyzés pánsípról. Az elkövetkező évszázadokban népi hangszer, cigány muzsikusok hangszere volt. A román pánsíp, a nai vagy muscal a 19. században vált népszerűvé, azóta világszerte talán a legismertebb, hangversenytermekben, hanghordozókon a legtöbbet szereplő pánsípfajta. A nai 20-30 fából vagy nádból készült csőből van összeragasztva, a sípok alsó részei fából faragott közös tokba vannak illesztve. A gyors, virtuóz játék megkönnyítésére ívelt formájú. Népszerűsítésében nagy szerepe volt Fănică Luca és Gheorghe Zamfir pánsípművészeknek.

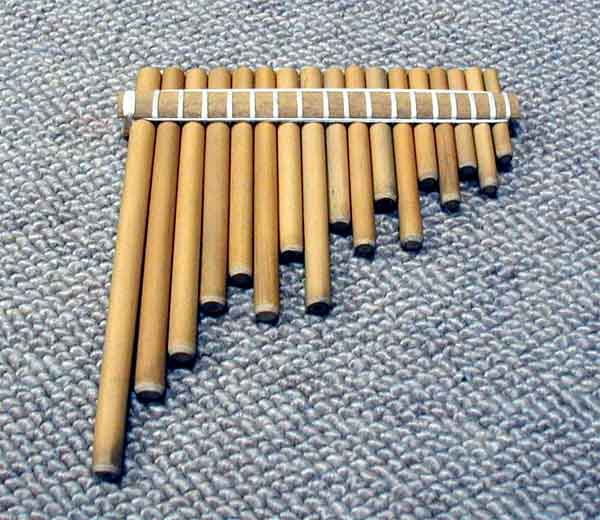
Rondador

### Dél-Amerika
Dél-Amerikában, elsősorban az Andok vidékén a pánsípok különböző válfajainak használata az időszámításunk előtti évszázadoktól napjainkig folyamatos. A Kolumbusz előtti indián kultúrák nem ismerték a húros hangszereket, dallamhangszereik fúvós hangszerek, elsősorban változatos formájú, kőből, terrakottából, nádból készült pánsípok voltak. A napjainkban népi hangszerként elterjedt dél-amerikai pánsípok leginkább nád alapanyagból készülnek, a sípok nádból hasított keresztpántok segítségével fonallal vannak egymáshoz hurkolva.
Kecsua nyelven antara a neve általában az Andok területén használatos pánsípoknak, szűkebb értelemben az egysoros, diatonikus hangolású hangszerváltozatot hívják így. Jellemző a kétsoros pánsíp típus, amelynél a skála egymás után következő hangjai felváltva hol az egyik, hol a másik sípsorban vannak, ennek neve siku. A rondador a mai Ecuador területén található, érdekessége, hogy a sípok nem feltétlenül nagyság szerint vannak sorba rendezve, hanem úgy, hogy a szomszédos csövek egyidejű megfúvásával tercelő dallamok állíthatók elő, gyors futamoknál pedig sajátos trillaszerű díszítések.

### Általános
- Panflute Educational Resources (angolul) Archiválva 2008. október 24-i dátummal a Wayback Machine-ben
- Pan-flute.com, pánsíp-oldal (angolul)
- A pánsíp története (angolul) Archiválva 2008. szeptember 15-i dátummal a Wayback Machine-ben
- Gilles Patrat: A pánsíp eredeti szimbolikája (franciául) Archiválva 2008. december 5-i dátummal a Wayback Machine-ben, (angolul)[halott link]
- A pánsíp hangspektruma (franciául) Archiválva 2008. december 5-i dátummal a Wayback Machine-ben

### Típusok
- Az antara (spanyolul)
- A román pánsíp reneszánsza, Fănică Luca (angolul)
- Istoria Naiului (román nyelven)
- Egy orosz pánsíp, a kugikly (angolul)
- A litván skuduèiai (angolul) Archiválva 2008. október 10-i dátummal a Wayback Machine-ben